# Imperio de mentiras
Imperium kłamstw (hiszp. Imperio de mentiras) – meksykańska telenowela z 2020 roku. Wyprodukowana przez Giselle González dla Televisy i emitowana na kanale Las Estrellas.
Polska premiera odbyła się 13 października 2021 na kanale Novelas+.

## Zarys fabuły
Leonardo i Elisa poznają się w tragicznych okolicznościach - ona traci ojca, a on narzeczoną. Podczas gdy bohaterowie próbują odkryć prawdę o zbrodni, rodzi się między nimi miłość.

## Obsada
| Aktor                   | Rola              |
| ----------------------- | ----------------- |
| Angelique Boyer         | Elisa Cantú       |
| Andrés Palacios         | Leonardo Velasco  |
| Alejandro Camacho       | Eugenio Serrano   |
| Leticia Calderón        | Victoria de Cantú |
| Susana González         | Renata Cantú      |
| Patricia Reyes Spindola | Sara Rodríguez    |
| Hernán Mendoza          | José Luis Velasco |
| Iván Arana              | Darío Ramírez     |
| Alejandra Robles Gil    | María José Cantú  |
| Javier Jattin           | Fabricio Serrano  |
| Michelle González       | Fernanda Navarro  |
| Juan Martín Jáuregui    | Marcelo Arizmendi |
| Luz Ramos               | Andrea            |
| Ricardo Reynaud         | Mario             |
| Cecilia Toussaint       | Nieves de Álvarez |
| Pilar Ixquic Mata       | Teresa            |
| Carlos Aragón           | Gilberto          |
| Verónica Langer         | Piedad            |
| Adalberto Parra         | Justino           |
| Alicia Jaziz            | Clara             |
| Assira Abbate           | Leslie            |
| Sandra Kai              | Sonia             |

## Emisja w Polsce
Telenowela w Polsce emitowana jest od 13 października 2021 roku, od poniedziałku do piątku premierowo o godzinie 15.00 na tematycznym kanale Novelas+.
Lektorem telenoweli jest Alek Pawlikowski. Opracowaniem wersji polskiej zajęło się Canal+.